# Antodynerus
Antodynerus är ett släkte av steklar. Antodynerus ingår i familjen Eumenidae.

## Dottertaxa tillAntodynerus, i alfabetisk ordning[1]
- Antodynerus aethiopicus
- Antodynerus alboniger
- Antodynerus angolensis
- Antodynerus ardens
- Antodynerus aureosericeus
- Antodynerus bellatulus
- Antodynerus cnemophilus
- Antodynerus coenii
- Antodynerus congolensis
- Antodynerus desparatus
- Antodynerus effosoides
- Antodynerus effosus
- Antodynerus elleri
- Antodynerus flavescens
- Antodynerus gribodoi
- Antodynerus iactans
- Antodynerus ignaruris
- Antodynerus incognitus
- Antodynerus incomparabilis
- Antodynerus indecora
- Antodynerus indecorus
- Antodynerus infucatus
- Antodynerus infuscatus
- Antodynerus kelneri
- Antodynerus lesnei
- Antodynerus limbatus
- Antodynerus lobatus
- Antodynerus lugubris
- Antodynerus luteoniger
- Antodynerus magadensis
- Antodynerus meridionalis
- Antodynerus multicolor
- Antodynerus mutabilis
- Antodynerus nigeriensis
- Antodynerus nyassae
- Antodynerus o'neili
- Antodynerus oogaster
- Antodynerus oppugnator
- Antodynerus proterreus
- Antodynerus punctatipennis
- Antodynerus radialis
- Antodynerus scottianus
- Antodynerus sheffieldi
- Antodynerus signiferus
- Antodynerus somalicus
- Antodynerus spoliatus
- Antodynerus stevensonianus
- Antodynerus stiraspis
- Antodynerus thomensis
- Antodynerus wellmani
- Antodynerus wellmanoides
- Antodynerus versicolor